# Enslavement of Beauty
Enslavement of Beauty – norweski zespół założony w 1995 roku, wykonujący symfoniczny black metal. Utwory grupy oscylują wokół tematyki miłości, śmierci, cierpienia i seksu. Muzycy deklarują inspirację takimi poetami jak: William Szekspir i Markiz De Sade czy Edgar Allan Poe. Muzykę Enslavement of Beauty charakteryzuje połączenie gitar z instrumentami klawiszowymi, co w efekcie daje bardzo intensywne, orkiestrowe brzmienie, wzbogacone męskim growlem połączonym z żeńskim wokalem.

## Historia
Założycielami grupy w styczniu 1995 byli: wokalista i autor tekstów - Ole Alexander Myrholt i gitarzysta - Tony Eugene Tunheim. Po trzech latach komponowania i nagrywania utworów, a także dopracowywania brzmienia, muzycy wydali latem 1998 roku swoje pierwsze demo zatytułowane Devilry And Temptation. Pierwsze wydawnictwo zespołu skierowało na nich uwagę wytwórni Head Not Found, z którą muzycy podpisali kontrakt na wydanie debiutanckiego albumu. Płyta Traces O' Red ukazała się w 1999 roku i spotkała się z bardzo dobrym odbiorem ze strony słuchaczy i środowiska muzycznego. W listopadzie 2000 roku zespół powrócił do studia, celem nagrania kolejnej płyty. Podczas tworzenia Megalomania towarzyszył im perkusista Asgeir Mickelson (Borknagar), a także basista Hans-Aage Holmen (Tremor). W 2007 nakładem I.N.R.I. Unlimited, grupa wydała swój trzeci pełny album zatytułowany Mere Contemplations. Ostatnim wydaniem zespołu był minialbum The Perdition z 2009 roku.

## Muzycy
Opracowano na podstawie materiału źródłowego:
Obecny skład zespołu
- Ole Alexander Myrholt - śpiew (od 1995)
- Tony Eugene Tunheim - gitara, instrumenty klawiszowe (od 1995)

Byli członkowie zespołu
- Cato Skivik - perkusja (2000-2001)

Muzycy sesyjni
- Hans Åge Holmen - gitara basowa (od 2001)
- Asgeir Mickelson - perkusja (od 2001)

## Dyskografia
Dema
- Devilry and Temptation (1998, wydanie własne)

Albumy studyjne
- Traces O' Red (1999, Head Not Found)
- Megalomania (2001, Head Not Found)
- Mere Contemplations (2007, INRI Unlimited)

Minialbumy
- The Perdition (2009, INRI Unlimited)